# Adam Ferguson
Adam Ferguson, također i Ferguson of Raith, (Atholl, Perthshire, Škotska, 20. lipnja 1723. — St. Andrews, 22. veljače 1816.) bio je škotski filozof i povjesničar, preteča škotskog prosvjetiteljstva. Smatra se jednim od očeva sociologije.

## Životopis
Adam Ferguson sudjelovao je kao svećenik u ratu protiv Francuske (1745. – 48.) Naslijedio je 1757. Davida Humea na mjestu knjižničara pri Faculty of Advocates, no uskoro odlučuje postati privatni učitelj kod earla od Bute. Postaje profesor fizike 1759. a zatim 1764. profesor  pneumatike i etike pri Sveučilištu u Edinburghu. Tijekom sredine 1770-ih putuje u kontinentalnu Europu, gdje upoznaje Voltairea. Putuje kao tajnik petorice povjerenika 1778., koje je Frederick Howard, 5. earl od Carlislea poslao u Ameriku da bi smirili pobunu u britanskim kolonijama. Prestaje raditi kao profesor 1784.

## Djela
Njegovo najznačajnije djelo je Essay on the history of civil society (1767.), kog je objavio usprkos savjetovanju Davida Huma da to ne učini. Ovo djelo je ubrzo prevedeno na većinu europskih jezika. Observations on civil and political liberty (1776.) objavio je anonimno i to djelo je kritika Richard Priceovih pogleda na Američku revoluciju. U History of the progress and termination of the roman republic (1783.) koristi iskustva koja je stekao na bojnom polju pokazujući vjerodostojnost s izvornim materijalom. Principles of moral and political science (1792.) je zbirka predavanja koju je objavio na sveučilištu. Institutes of moral philosophy (1769.) sadrži stoički način razmišljanja, i rezonira da je razum izvor etičke svijesti, za razliku od Humea koji je smatrao da moral potječe iz osjećaja.
Njegova teorija morala je eklektična, po tomu što pokušava povezati egoizam, slobodu izbora i težnju za savršenstvom u moralnom principu. 